# Komisja do Spraw Unii Europejskiej

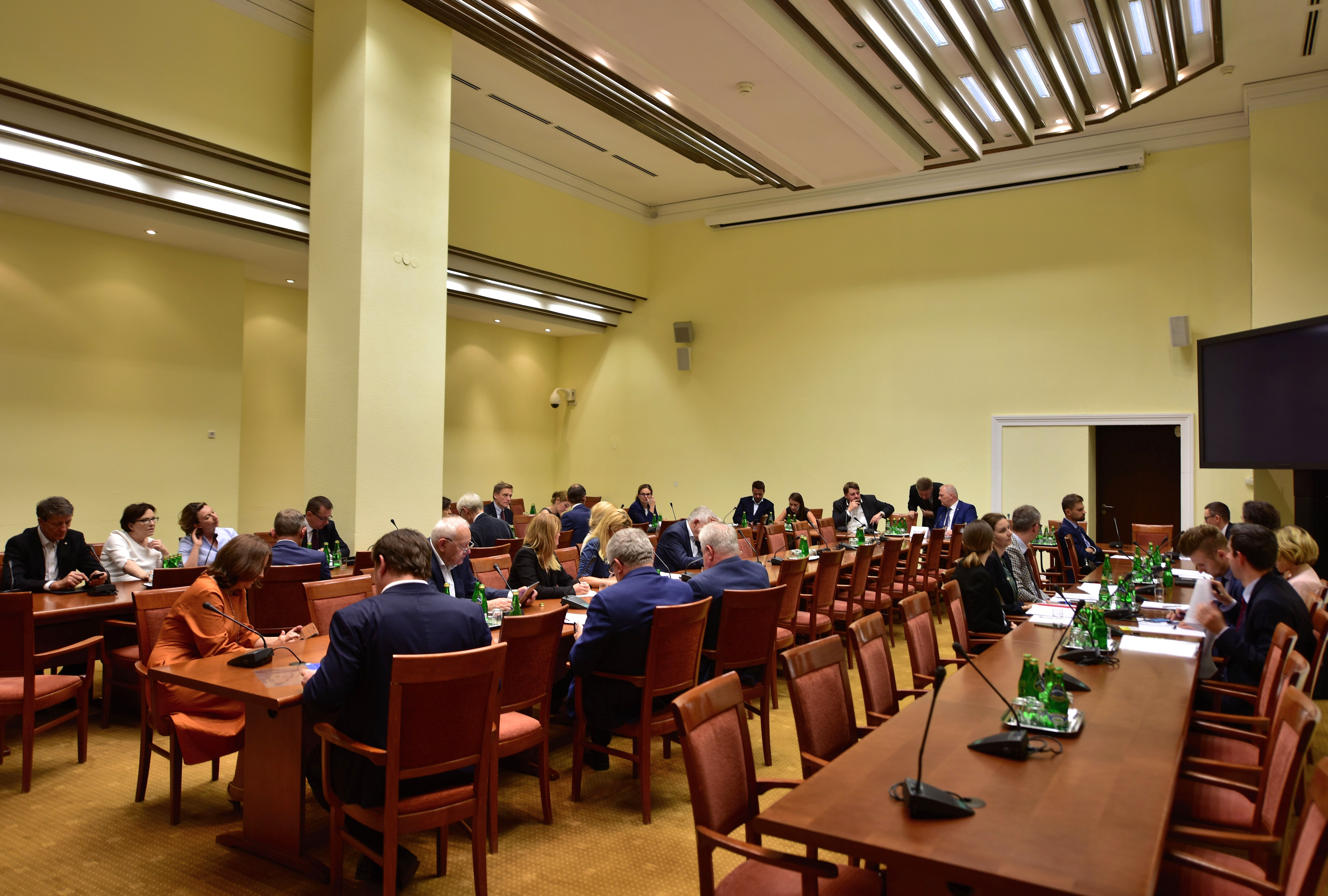
229 posiedzenie Komisji do Spraw Unii Europejskiej w sali im. Jacka Kuronia w Nowym Domu Poselskim (2018)

Komisja do Spraw Unii Europejskiej (SUE) – stała komisja sejmowa.

## Opis
Komisja zajmuje się sprawami związanymi z członkostwem Rzeczypospolitej Polskiej w Unii Europejskiej (UE). W szczególności zaś do jej zadań należy zajmowanie stanowisk i wyrażanie opinii na temat projektów aktów prawnych UE, projektów umów międzynarodowych, których stroną mają być Unia Europejska, Wspólnoty Europejskie lub ich państwa członkowskie, oraz planów pracy Rady Unii Europejskiej, rocznych planów legislacyjnych Komisji Europejskiej, formułowanie zaleceń dla Rady Ministrów dotyczących stanowiska, jakie Rada Ministrów ma zająć podczas rozpatrywania projektu w Radzie Unii Europejskiej, rozpatrywanie informacji i innych dokumentów przedkładanych przez Radę Ministrów.

### Prezydium
- Agnieszka Pomaska (KO) – przewodnicząca
- Marek Krząkała (KO) – zastępca przewodniczącej
- Łukasz Litewka (Lewica) – zastępca przewodniczącej
- Szymon Szynkowski vel Sęk (PiS) – zastępca przewodniczącej
- Krzysztof Truskolaski (KO) – zastępca przewodniczącej

### Podkomisje
- Podkomisja stała do spraw wykorzystywania środków pochodzących z Unii Europejskiej (SUE01S)[2]
  - przewodniczący – Grzegorz Puda (PiS)
- Podkomisja stała do spraw Sprawiedliwej Transformacji (SUE02S)[3]
  - przewodniczący – Krzysztof Gadowski (KO)
- Podkomisja stała do spraw zmian traktatów (SUE03S)[4]
  - przewodniczący – Andrzej Grzyb (PSL–TD)